# دانشگاه صنعتی هلسینکی
دانشگاه صنعتی هلسینکی (فنلاندی: Teknillinen korkeakoulu) یک دانشگاه فنی در فنلاند است.
این دانشگاه در اسپو واقع شده بود.
این دانشگاه در سال ۱۸۴۹ توسط نیکلای یکم تأسیس شد و در سال ۱۹۰۸ میلادی عنوان دانشگاه به خود گرفت.
بیشتر محوطه دانشگاه توسط آلوار آلتو طراحی شده‌است.